# 2004年夏季残疾人奥林匹克运动会泰国代表团
2004年夏季残疾人奥林匹克运动会泰国代表团是泰国派出的2004年夏季残疾人奥林匹克运动会代表团。获得3枚金牌、6枚银牌和6枚铜牌。